# Lusius apollos
Lusius apollos är en stekelart som först beskrevs av Morley 1913.  Lusius apollos ingår i släktet Lusius och familjen brokparasitsteklar. Inga underarter finns listade i Catalogue of Life.